# Station Katowice Murcki
Station Katowice Murcki is een spoorwegstation in de Poolse plaats Katowice.